# Борец крупный
Боре́ц кру́пный, или борец большой,  или аконит большой, или Агат (лат. Aconitum maximum) — многолетнее травянистое растение, вид рода Борец (Aconitum) семейства Лютиковые (Ranunculaceae).
Растение ядовитое. По данным, имеющимся в гербарии Вильденова и приводимым Райхенбахом, местными жителями употребляется для уничтожения насекомых. В Петропавловск-Камчатском отмечены случаи острого отравления корнями этого аконита.

## Распространение и экология
Ареал вида охватывает Камчатку, Сахалин и Аляску. Описан с Камчатки.
Произрастает по склонам речных террас, в берёзовых рощах и кустарниковых зарослях.

## Ботаническое описание
Многолетнее травянистое растение с округло-конусовидным стеблекорнем 3—5 см длиной и 1—2,5 см толщиной, с чёрными придаточными корнями. Стебель высотой до 1,5 м, прямой, реже извилистый, крепкий, в верхней части с рыжеватыми, обращенными вниз волосками, иногда стебель низкий, немногоцветковый, равномерно облиственный.
Нижние листья сидят на длинных черешках, с обеих сторон коротко опушены согнутыми волосками, сконцентрированными в основном по жилкам, по краю реснитчатые. Листовые пластинки по форме округлые или широкопочковидные, глубоко трёхраздельные с надрезанными линейно-ланцетными или лацетными долями с крупными зубцами. Средние и верхние стеблевые листья короткочерешковые или почти сидячие, по форме и опушению близки нижним.
Соцветие кистевидное, короткое и компактное (3—9-цветковое). Цветоножки 0,5—2 см длиной, прямые или слабоизогнутые, вверху с линейными прицветничками.  Цветки густо волосистые, несколько утолщённые, длиной до 3 см, шириной до 1,5 см, , все чашелистики сине-фиолетовые, реже грязно-розовые. Шлем без носика или с маленьким носиком, ладьевидный или ширококонусовидный, высотой 8—17 мм, длиной до 2 см и шириной 12—20 мм на уровне носика. Боковые чашелистики округлые, нижние — неравные, яйцевидно-ланцетные и линейные, тупые. Нектарники прямые, со вздутой, мешковидной пластинкой до 4 мм шириной, заканчивающейся двулопастной губой; шпорец до 3 мм длиной и 1,5 мм шириной, крючковидно загнут. Тычиночные нити от голых до опушенных, в средней части двузубчатые. Завязи в числе 3, очень редко 4, голые.
Цветёт с июля по сентябрь.
Число хромосом: n = 32.

## Значение и применение
На Камчатке отмечены случаи отравления корнями. Применяется для уничтожения насекомых.

## Таксономия
Вид Борец крупный входит в род Борец (Aconitum) трибы Живокостные (Delphinieae) подсемейства Лютиковые (Ranunculoideae) семейства Лютиковые (Ranunculaceae) порядка Лютикоцветные (Ranunculales).
|  |                       |  |                                               |                                               |                                         |  | ещё четыре подсемейства (согласно Системе APG II) | ещё четыре подсемейства (согласно Системе APG II) |                                           |  |  |  | ещё 2 рода              | ещё 2 рода        |  |  |
|  |                       |  |                                               |                                               |                                         |  | ещё четыре подсемейства (согласно Системе APG II) | ещё четыре подсемейства (согласно Системе APG II) |                                           |  |  |  | ещё 2 рода              | ещё 2 рода        |  |  |
|  |                       |  |                                               | семейство Лютиковые                           |                                         |  |                                                   |                                                   | триба Живокостные                         |  |  |  |                         | вид Борец крупный |  |  |
|  |                       |  |                                               | семейство Лютиковые                           |                                         |  |                                                   |                                                   | триба Живокостные                         |  |  |  |                         | вид Борец крупный |  |  |
|  | порядок Лютикоцветные |  |                                               |                                               | подсемейство Лютиковые (Ranunculoideae) |  |                                                   |                                                   | род Борец, или Аконит                     |  |  |  |                         |                   |  |  |
|  | порядок Лютикоцветные |  |                                               |                                               |                                         |  |                                                   |                                                   |                                           |  |  |  |                         |                   |  |  |
|  |                       |  | ещё десять семейств (согласно Системе APG II) | ещё десять семейств (согласно Системе APG II) |                                         |  |                                                   | ещё восемь триб (согласно Системе APG II)         | ещё восемь триб (согласно Системе APG II) |  |  |  | ещё от 250 до 300 видов |                   |  |  |
|  |                       |  |                                               | ещё десять семейств (согласно Системе APG II) |                                         |  |                                                   |                                                   | ещё восемь триб (согласно Системе APG II) |  |  |  |                         |                   |  |  |